# Ehime Orange Vikings
L'Ehime Orange Vikings (愛媛オレンジバイキングス) è una società cestistica avente sede a Matsuyama, in Giappone. Fondata nel 2005, gioca in B.League.

## Storia
L'Ehime Orange Vikings è una squadra di pallacanestro giapponese fondata a Matsuyama nel 2005. Ha partecipato in Bj league dal 2005 al 2016. Attualmente gioca in B2 League, la seconda serie del campionato giapponese di pallacanestro.